# Hrabstwo Nevada (Kalifornia)
Hrabstwo Nevada (ang. Nevada County) – hrabstwo w stanie Kalifornia w Stanach Zjednoczonych. Obszar całkowity hrabstwa obejmuje powierzchnię 974,49 mil² (2523,92 km²). Według szacunków United States Census Bureau w roku 2009 miało 97 751 mieszkańców.
Hrabstwo powstało w 1851 roku. Na jego terenie znajdują się:
- miejscowości – Grass Valley, Nevada City, Truckee,
- CDP – Alta Sierra, Lake of the Pines, Lake Wildwood, Floriston, Graniteville, Kingvale, North San Juan, Penn Valley, Rough and Ready, Soda Springs, Washington.